# Trnovo ob Soči
Trnovo ob Soči je naselje v Občini Kobarid.